# Hidrógeno-4
El hidrógeno-4 (4H) es un isótopo artificial altamente inestable del hidrógeno. El núcleo contiene un protón y tres neutrones. Se sintetizó en el laboratorio bombardeando tritio con núcleos de deuterio. En este experimento, los núcleos de tritio capturaron neutrones de los núcleos de deuterio. La presencia de hidrógeno-4 se dedujo identificando los protones emitidos. La masa atómica de este isótopo es 4.027806 ± 0.000110 u. Se desintegra por emisión de neutrones en tritio y tiene una vida media de (1.39 ± 0.10) × 10−22 segundos.